# Sokratis Papastathopoulos
Sokratis Papastathopoulos (în greacă Σωκράτης Παπασταθόπουλοςn, n. 9 iunie 1988, Kalamata, Grecia) este un fotbalist grec retras din activitate care a evoluat pe postul de fundaș. Deoarece numele Papastathopoulos este foarte lung și nu poate fi scris pe tricou, el și-a ales primul nume "Sokratis", și de asemenea mai este cunoscut după porecla Papa.

## Statistici

### Club
La 17 mai 2014.
| Echipa            | Sezon         | Campionat | Campionat | Cupă    | Cupă   | Continental1 | Continental1 | Altele  | Altele | Total   | Total  |
| Echipa            | Sezon         | Meciuri   | Goluri    | Meciuri | Goluri | Meciuri      | Goluri       | Meciuri | Goluri | Meciuri | Goluri |
| ----------------- | ------------- | --------- | --------- | ------- | ------ | ------------ | ------------ | ------- | ------ | ------- | ------ |
| AEK Atena         | 2005–06       | 0         | 0         | 2       | 1      | 0            | 0            | –       | –      | 2       | 1      |
| Niki Volos        | 2006          | 11        | 0         | 0       | 0      | –            | –            | –       | –      | 11      | 0      |
| AEK Atena         | 2006–07       | 14        | 0         | 1       | 0      | 4            | 0            | –       | –      | 19      | 0      |
| AEK Atena         | 2007–08       | 24        | 1         | 1       | 0      | 8            | 0            | 4       | 0      | 37      | 1      |
| AEK Atena         | Total         | 38        | 1         | 4       | 1      | 12           | 0            | 4       | 0      | 58      | 2      |
| Genoa             | 2008–09       | 21        | 2         | 2       | 0      | –            | –            | –       | –      | 23      | 2      |
| Genoa             | 2009–10       | 30        | 0         | 1       | 0      | 5            | 0            | –       | –      | 36      | 0      |
| Genoa             | Total         | 51        | 2         | 3       | 0      | 5            | 0            | 0       | 0      | 59      | 2      |
| Milan             | 2010–11       | 5         | 0         | 2       | 0      | 0            | 0            | –       | –      | 7       | 0      |
| Milan             | Total         | 5         | 0         | 2       | 0      | 0            | 0            | 0       | 0      | 7       | 0      |
| Werder Bremen     | 2011–12       | 30        | 1         | 1       | 0      | 0            | 0            | –       | –      | 31      | 1      |
| Werder Bremen     | 2012–13       | 29        | 1         | 1       | 0      | 0            | 0            | –       | –      | 30      | 1      |
| Werder Bremen     | Total         | 59        | 2         | 2       | 0      | 0            | 0            | 0       | 0      | 61      | 2      |
| Borussia Dortmund | 2013–14       | 28        | 1         | 5       | 0      | 8            | 0            | 1       | 0      | 42      | 1      |
| Borussia Dortmund | Total         | 28        | 1         | 5       | 0      | 8            | 0            | 1       | 0      | 42      | 1      |
| Total carieră     | Total carieră | 192       | 6         | 16      | 1      | 25           | 0            | 5       | 0      | 238     | 7      |

1Include UEFA Champions League and the UEFA Cup.

### Internațional
La 8 septembrie 2019.
| Națională | An    | Meciuri | Goluri |
| --------- | ----- | ------- | ------ |
| Grecia    | 2008  | 5       | 0      |
| Grecia    | 2009  | 5       | 0      |
| Grecia    | 2010  | 8       | 0      |
| Grecia    | 2011  | 7       | 0      |
| Grecia    | 2012  | 12      | 0      |
| Grecia    | 2013  | 9       | 0      |
| Grecia    | 2014  | 8       | 1      |
| Grecia    | 2015  | 8       | 1      |
| Grecia    | 2016  | 9       | 0      |
| Grecia    | 2017  | 7       | 1      |
| Grecia    | 2018  | 7       | 0      |
| Grecia    | 2019  | 5       | 0      |
| Total     | Total | 90      | 3      |

## Palmares

### Club
Milan
- Serie A: 2010–11

Borussia Dortmund
- DFL-Supercup: 2013

### Individual
- Inclus în echipa ideală a turneului la Campionatul European Under-19
- Tânărul fotbalist grec al anului: 2008

### Internațional
Grecia
- Campionatul European Under-19: (Argint - 2007